# Грёзы (альбом)
«Грёзы» — третий студийный альбом российской певицы Варвары. Был выпущен 18 октября 2005 года компанией «Граммофон-мьюзик». На альбоме представлено 12 композиций (включая бонус-трек) и 2 видеоклипа: «Грёзы» и «Летала, да пела». Пластинка стала чарттопером продаж и разошлась в России тиражом в несколько десятков тысяч копий.

## Работа над альбомом
В апреле 2003 года началась работа над новой пластинкой Варвары. Выдержанный в стиле поп-рока второй альбом оказался недостаточно хорош в плане выбора направления творчества. Поэтому команда певицы задумалась над идеей создания поп-боевика, отсылающего музыкального к музыке народов мира в традициях world music. В сотрудничестве с музыкальным продюсером Анатолием Лопатиным была начата запись диска на той же студии «Братья Гримм». Как призналась Варвара, именно там ей «удалось найти адекватные идеям аранжировки и звук». Бойкотированные радиостанциями «Грёзы» благодаря видеоклипу стали заметны российскому содружеству клуба OGAE, которое выдвинуло Варвару на участие в ежегодном конкурсе песни поклонников «Евровидения». Со 194 очками трек одерживает победу и привозит конкурс в Москву на следующий год. Пятый сингл с альбома, «Летала да пела», выпущенный на центральных радиостанциях России 7 февраля 2005 года, стал большим радиохитом, добрался до верхней десятки радио по стране и закрепил за Варварой нишу этно-поп-музыки на российской сцене. Релиз альбома «Грёзы» прошёл 18 октября 2005 года. Тогда же в Москве в ТК «Горбушкин двор» состоялась презентация пластинки. Варвара уговорила свою звукозаписывающую компанию провести её в форме акции по борьбе с пиратской продукцией: первую неделю диск продавался по цене 50% от рыночной стоимости. Акция была другими крупными рекорд-компаниями: «Русское радио» и телеканалом «СТС».

## Синглы
1 ноября 2003 года одноимённый трек «Грёзы» был выпущен первым синглом с третьего студийного альбома Варвары. Видео на песню было снято в сентябре 2003 года на острове Валаам, а вышло на экраны вместе c синглом. В декабре 2003 года Варвара выступила в финале телефестиваля «Песня года» в Москве в Кремле, а авторы песни (А. Орлов, А. Байдо) стали лауреатами.
25 марта 2004 года выпущен сингл «Таял снег». В начале апреля на телеканале «Муз ТВ» стартовал клип.
7 июня прошёл релиз сингла «Ветер и звезда» — русскоязычного варианта песни «Dime», которую написали испанские авторы Jesus M. Perez и Amaya Martynez из барселонской группы Academia de Artistas.
1 ноября выходит сингл под названием «Зима».
7 февраля 2005 года на центральных радиостанцияъ был выпущен пятый и главный сингл с альбома — «Летала, да пела». На некоторых радиостанциях трек стартовал ранее, поэтому уже в декабре 2004 года артистка представила песню «Летала, да пела» на финале фестиваля «Песня года». Авторы (Артур А’Ким, В. Молчанов) были отмечены дипломами. Слова композиции написал Артур А’Ким на основе найденного в экспедиционных архивах текста старинной русской народной песни со 100-летней историей, музыку — Владимир Молчанов. В записи трека звучат аутентичные восточные инструменты, которые необычно сочетаются с северной мелодикой вокальной линии и хорами на втором плане. Первоначально съёмки клипа на данную композицию планировалось провести в древней Бухаре в Узбекистане. Но декабрьские холода не позволили реализовать намеченные планы. Поэтому съёмки было решено перенести в Марокко. Режиссёром видеоролика стал Алексей Тишкин, а операторское место занял Влад Опельянц. В роли художника и стилиста клипа выступила сама Варвара. Все костюмы и украшения, появляющиеся в кадре, были выполнены по эскизам и при непосредственном участии певицы. Видео стартовало на музыкальном телевидении с 10 февраля. 25 февраля с этой композицией Варвара приняла участие в финале национального отборочного тура на конкурс «Евровидение» и заняла 4-е место. По итогам ротаций в 2005 году сингл добрался до 8-й позиции в российском радиочарте, продержавшись там 19 недель.
15 сентября в качестве пре-сингла для готовящегося к релизу альбома «Грёзы» стартует трек «Ангел мой». В российском радиочарте песня продержалась 8 недель. Пиковой стала 38-я строчка.
25 января 2006 года вышел седьмой и заключительный сингл в поддержку альбома — «Отпусти меня, река». На телеканалах стартует клип, съёмки которого прошли в октябре. Песня продержалась в российском радиочарте 17 недель, добравшись до 15-й строчки. Англоязычная версия трека под названием «We’ll be there» рассматривалась как одна из претендентов на участие в национальном отборе в конкурсе «Евровидение» в 2006 году, но уступила песне Димы Билана.

## Реакция критики
| Оценки критиков | Оценки критиков |
| Источник        | Оценка          |
| --------------- | --------------- |
| Intermedia      | [ 1 ]           |

На сайте МИА «Музыка» диск получил положительную оценку. По мнению автора, «альбом получился невероятно разноплановым, но при этом не потерял конкретной задумки и стиля», а «музыка и стихи идеально сочетаются». Рецензент отметил, что диск «полон хитов». Таковыми он посчитал песни «Грёзы», «Летала, да пела», «Варвара» и «Отпусти меня река». Подытожил свою рецензию автор так: «Безусловно, Варвара может собой лишь гордиться и не сбавлять темп».

## Коммерческий успех
Альбом имел умеренный коммерческий успех, было распродано порядка нескольких десятков тысяч копий пластинки. Лонгплей Варвары поместили на 18 позицию в списке лучших поп-альбомов года по версии российского авторитетного музыкального издания Newsmuzic.

## Список композиций
| №   | Название                  | Автор(ы)                  | Длительность |
| --- | ------------------------- | ------------------------- | ------------ |
| 1.  | «Летала, да пела»         | В. Молчанов, А. А'Ким     | 3:35         |
| 2.  | «Грёзы»                   | А. Орлов, А. Байдо        | 4:06         |
| 3.  | «Ангел мой»               | В. Молчанов, А. А'Ким     | 3:29         |
| 4.  | «Таял снег»               | Б. Горбачёв               | 3:43         |
| 5.  | «Отпусти меня, река»      | А. Орлов, А. А'Ким        | 3:22         |
| 6.  | «Варвара»                 | А. Лунев, Э. Мельник      | 3:36         |
| 7.  | «Мосты в рай»             | О. Дронов, А. А'Ким       | 3:55         |
| 8.  | «На краю»                 | В. Молчанов, А. Яцентюк   | 3:41         |
| 9.  | «Я знаю»                  | В. Молчанов, И. Терентьев | 3:06         |
| 10. | «Зима»                    | А. Орлов, А. Байдо        | 4:02         |
| 11. | «Ветер и звезда»          | Jesus M. Perez, А. А'Ким  | 3:05         |
| 12. | «Ave Maria (bonus track)» | Дж. Каччини               | 3:42         |

## Список видео на CD
| №  | Название          | Длительность |
| -- | ----------------- | ------------ |
| 1. | «Грёзы»           | 4:06         |
| 2. | «Летала, да пела» | 3:35         |

## Версии изданий альбома
- Грёзы (2005) CD

## Награды и номинации
| Год  | Награда    | Номинированная работа | Номинант              | Категория                                  | Результат |
| ---- | ---------- | --------------------- | --------------------- | ------------------------------------------ | --------- |
| 2003 | Песня года | «Грёзы»               | А. Орлов, А. Байдо    | Диплом лауреата телефестиваля «Песня года» | Победа    |
| 2004 | Песня года | «Таял снег»           | Б. Горбачёв           |                                            | Номинация |
| 2004 | Песня года | «Летала, да пела»     | В. Молчанов, А. А’Ким | Диплом лауреата телефестиваля «Песня года» | Победа    |
| 2005 | Песня года | «Варвара»             | А. Лунев, Э. Мельник  |                                            | Номинация |